# Кућа Орлеана и Брагансе
Кућа Орлеан и Брагансe (порт. Casa de Orleans e Bragança), је садашња царска кућа Бразила, првобитно огранак куће Орлеан (сама пореклом од куће Бурбона) и куће Брагансе, основане након венчања француског принца Гастао де Орлеанс, са наследницом бразилског трона Изабел де Брагансe.
Орлеана и Брагансе никада нису владали у Бразилу, пошто је монархија збачена за време владавине Д. Педрo II, из куће Брагансe. Од тада, његови потомци полажу право на царски трон Бразила, поделивши се на две главне гране, огранак Петрополис и огранак Вассурас. Па ипак, трећа грана, она Сакс-Кобурга и Браганса, потиче од његове друге ћерке, принцезе Леополдине.

## Историја

### Порекло
Два сина Дом Педрo II умрла су у детињству. Тако је принцеза Изабел од Бразила постала наследница свог оца и добила титулу принцезе царске од Бразила . 
Од раних 1860-их, главна царева брига била је проналажење одговарајућих мужева за своје ћерке. По савету своје сестре Франциске од Брагансе, цар је коначно изабрао два унука француског краља Луја Филипа И, принца Гастона од Орлеана, грофа д'Еуа и принца Луја Августа од Сакс-Кобурга и Готе, војводу од Саксе.
Двојица удварача заједно су стигла у Рио де Жанеиро 2. септембра 1864. и две принцезе су могле слободно да бирају своје мужеве. Гастао је одмах унапређен у маршала царске бразилске војске, а Луис Аугусто у адмирала бразилске царске морнарице. Гастао би оженио бразилску принцезу Леополдину, а Аугуста са Изабелом. 
Изабелин брак са Гастаом де Орлеаном прослављена је 15. октобра 1864. године и тако је рођен бразилски огранак Куће Орлеан, који је почео да се зове Кућа Орлеан-Браганса.  Француски принц по рођењу, Гастон се одриче својих француских династичких права из орлеанистичке лозе. Континуитет нове династије осигуран је рођењем 1875. сина, Педра де Алкантара де Орлеанс е Брагансе, првог детета пара. 

### пад монархије
Кућа Орлеана и Брагансе никада није владала Бразилом, пошто је Педро II свргнут 15. новембра 1889, после 48 година владавине, што је представљало Проглашење Републике. Бразилски устав из 1891. године одузео је Кући Орлеан и Браганса и њеним потомцима све племићке титуле, почасна ордена и одликовања која су раније важила у земљи. 

## чланова
Педро де Алкантара је 30. октобра 1908, потписао документ у коме се одриче, за себе и своје потомке, своје претензије на изумрли бразилски трон. Овај документ је састављен на захтев његове мајке, Изабел, јер није прихватила да се Педро де Алкантара оженио Елизабетом Добрженски де Добрзениц, која је била нижег племства, с обзиром да би њен отац био први који би био титулиран грофом у њеној породици, а његови претходници су до сада били барони.
Годинама касније, оставку су почели да оспоравају потомци Педра де Алкантаре, чланови такозваног огранка Петрополиса. Династички спор је почео 1946. године, када је Педро Гастао, најстарији син Педра де Алкантаре, одбио очеву оставку и затражио челништво у Царској кући. Након смрти Педра Гастаа 2007. године, његов најстарији син Педро Карлос и његова деца прогласили су се републиканцима, чиме је окончан спор.

## грана метли
Огранак Вассоурас формирају потомци других синова принцезе Изабел:
- Луј од Орлеана и Брагансе (1878—1920)
Марија Пија са Две Сицилије (1878—1973)
  - Педро Хенрике од Орлеана и Брагансе (1909—1981)
Марија Елизабета Баварска (1914—2011)
    - Бертран од Орлеана и Брагансе (1941-)
    - Антонио од Орлеана и Брагансе (1950-)
 Кристин де Лињ (1955-)
      - Рафаел од Орлеана и Браганце (1986-)
      - Марија Габријела од Орлеана и Брагансе (1989-)

    - Елеонора од Орлеана и Брагансе (1953-)
 Мишел, 14. принц од Лиња (1951-)
      - Анри, наследни принц од Лиња (1989-)

## Филијала Петрополис
- Педро де Алкантара од Орлеана и Брагансе (1875—1940)
Елизабета Добрженски из Добженича (1875—1951)
  - Педро Гастао из Орлеана и Брагансе (1913—2007)
Марија да Есперанса од Шпаније (1914—2005)[6]
    - Педро Карлос од Орлеана и Брагансе (1945-) [Nota 1] [7]
      - Педро Тијаго од Орлеана и Брагансе (1979-)